# Єфремов Степан Павлович
Степан Павлович Єфремов (нар. 7 січня 1905, III-й Мальжагарський наслег — пом. 24 березня 1983) — якутський радянський драматург; член Спілки письменників СРСР з 1937 року.

## Біографія
Народився 25 грудня 1904 [7 січня 1905] року в III-му Мальжагарському наслезі Якутської області Російської імперії (тепер Тит-Аринський наслег, Хангаласький улус, Республіка Саха, РФ) в селянській сім'ї. У 1914 року вступив до 2-х класної місіонерської школи, через рік його переводили в 4-х класну Преображенську церковно-приходську школу, потім навчався в Октемській загальноосвітній школі.
Протягом 1921—1922 років учасник Громадянської війни, воював з військами генерала Анатолія Пепеляєва, брав участь у звільненні обложеного у Сасил-Сисии загону Івана Строда.
Після перемоги радянської влади в Якутії навчався в Якутському педагогічному технікумі, брав активну участь у зміцненні комсомольського осередку, у створенні і роботі літературно-громадських гуртків «Сайдыы» та «Кыьыл сулус». Протягом 1927—1929 років навчався в Іркутському робітфаку, потім у 1931—1932 роках у Іркутському і Якутському педагогічних інститутах.
Низку років працював інспектором шкіл, завідуючим районного відділу народної освіти, директором Якутського драматичного театру, завідуючим навчальною частиною, директором шкіл і вчителем. Член ВКП(б) з 1956 року. Був делегатом V-го Всесоюзного з'їзду письменників. Помер 24 березня 1983 року.

## Творчість
Перша п'єса «Үлэһит түүлэ» / «Сон трудівника» була написана в 1923 році. Ним написано понад 20 п'єс, які в різні роки ставилися на сценах театрів Якутської АРСР. Серед них:
- «Эстибит эргэ, сандаарбыт санга» / «Старе і нове» (1927);
- «Ини-бии» / «Брати» (1935, драма про події Громадянської війни, де головні герої, брати, опиняються на різних сторонах класових боїв);
- «Хардыылар» / «Кроки» (про життя молоді в роки колгоспного будівництва);
- «Өстөөхтөр» / «Вороги» (1938);
- «Киирик кэргэннэрэ» / «Сім'я Кирика» (1939);
- «Чуумпу кытыл» / «Тихий берег» (1954, комедія про відсталого від життя керівника, який вважає за краще жити по-старому, оточуючи себе улюбленцями і родичами);
- «Лэкиэс» (1957, комедія про боротьбу з відсталістю і пережитками минулого в селі).

## Відзнаки
- Іменна бойова берданка № 44969 з 50-ю набоями (Якутський Центральний виконавчий комітет; за бездоганну службу в Якутському народному революційному загоні)[4];
- Заслужений учитель шкіл Якутської АРСР[3];
- Заслужений діяч мистецтв Якутської АРСР з 1957 року[2];
- Державна премія Якутії в галузі матеріального виробництва[3];
- Нагороджений медалями, Почесними грамотами Президії Верховної Ради РРФСР і Президії Верховної Ради Якутської АРСР[3].

## Пам'ять
Його іменем названі:
- вулиця в місті Покровську[4];
- середня школа Хангаласького улусу (указ Президента Республіки Саха від 1 лютого 2005 року)[3].